# Royale union sportive rebecquoise
Actualités
Dernière mise à jour : 6 mai 2024.
La Royale Union Sportive Rebecquoise est un club de football belge basé à Rebecq. Le club évolue en Division 2 Amateur lors de la saison 2020-2021. C'est sa 7e saison disputée dans les séries nationales, dont cinq au quatrième niveau national.

## Repères historiques
- 1930 : 30/05/1930, fondation de CERCLE SPORTIF REBECQUOIS qui s'affilie à l'URBSFA le 03/07/1930 et se voit attribuer le matricule 1614.
- 1955 : 24/10/1955, reconnu "Société Royale", le CERCLE SPORTIF REBECQUOIS (1614) devient le ROYAL CERCLE SPORTIF REBECQUOIS (1614).
- 1998 : 01/07/1997, ROYAL CERCLE SPORTIF REBECQUOIS (1614) fusionne avec UNION SPORTIVE QUENASTOISE (6246) pour former ROYALE UNION SPORTIVE REBECQUOISE (1614).
- 2010 : 01/07/2010, ROYALE UNION SPORTIVE REBECQUOISE (1614) fusionne avec KONINKLIJKE VOETBALCLUB HOGER-OP DE HOEK (3582) pour former (ROYALE) UNION SPORTIVE REBECQUOISE (1614).

## Résultats dans les divisions nationales
Statistiques mises à jour le 22 mai 2023 (terme de la saison 2022-2023)

### Bilan
| Niv | Divisions     | Jouées | Titres | TM Up | TM Down |
| --- | ------------- | ------ | ------ | ----- | ------- |
| I   | 1re nationale | 0      | 0      |       |         |
| II  | 2e nationale  | 0      | 0      |       |         |
| III | 3e nationale  | 0      | 0      |       |         |
| IV  | 4e nationale  | 7      | 0      |       | 1       |
| V   | 5e nationale  | 2      | 0      | 1     |         |
|     |               |        |        |       |         |
|     | TOTAUX        | 9      | 0      | 1     | 1       |

- TM Up : test-match pour départager des égalités, ou toutes formes de Barrages ou de Tour final pour une montée éventuelle.
- TM Down : test-match pour départager des égalités, ou toutes formes de Barrages ou de Tour final pour le maintien.

### Classements
| Ordre               | Saison    | Nom du club       | Niveau             | Classement final | Remarques                            |
| ------------------- | --------- | ----------------- | ------------------ | ---------------- | ------------------------------------ |
| séries provinciales |           |                   |                    |                  |                                      |
| 1                   | 2014-2015 | R. US Rebecquoise | Promotion série B  | 4e/16            |                                      |
| 2                   | 2015-2016 | R. US Rebecquoise | Promotion série B  | 7e/16            | Relégué                              |
| 3                   | 2015-2016 | R. US Rebecquoise | D3 Amateur série A | 2e/14            | Promu                                |
| 4                   | 2017-18   | R. US Rebecquoise | D2 Amateur ACFF    | 12e/16           |                                      |
| 5                   | 2018-19   | R. US Rebecquoise | D2 Amateur ACFF    | 5e/16            |                                      |
| 6                   | 2019-20   | R. US Rebecquoise | D2 Amateur ACFF    | 4e/16            |                                      |
| 7                   | 2020-21   | R. US Rebecquoise | Nationale 2 ACFF   | N/A              | saison annulée en raison du Covid-19 |
| 8                   | 2021-22   | R. US Rebecquoise | Nationale 2 ACFF   | 5e/16            |                                      |
| 9                   | 2022-23   | R. US Rebecquoise | Nationale 2 ACFF   | 7e/18            |                                      |
| 10                  | 2023-24   | R. US Rebecquoise | Nationale 2 ACFF   | ... /18          |                                      |

### Sources et liens externes
- Site officiel